# 奎宿增廿二
仙女座32，又名BD+38 90，HD 3817、SAO 54079、HR 175，是仙女座的一颗恒星，视星等为5.33，位于銀經120.76，銀緯-23.37，其B1900.0坐标为赤經0h 35m 41.7s，赤緯+38° -23.37′ 35″。